# Trasiglesia
Trasiglesia (llamada oficialmente Santa María de Traseirexa) es una parroquia y un lugar del municipio español de Villardevós, en la provincia de Orense, Galicia.

## Toponimia
La parroquia también es conocida por los nombres de Santa María de Trasiglesia, Santa María de Vilardevós y Santa María de Villardevós.

## Organización territorial
La parroquia está formada por seis entidades de población:
- Bustelo
- Doña Elvira (Dona Elvira)
- Fraila (A Fraira)
- Muimenta (A Moimenta)
- Santa María
- Trasiglesia (Traseirexa)

## Demografía

### Parroquia
| Gráfica de evolución demográfica de Trasiglesia (parroquia) entre 2000 y 2023 |
|                                                                               |
| Datos según el nomenclátor publicado por el INE.                              |

### Lugar
| Gráfica de evolución demográfica de Trasiglesia (lugar) entre 2000 y 2023 |
|                                                                           |
| Datos según el nomenclátor publicado por el INE.                          |